# Irura
Irura és un municipi de Guipúscoa, al País Basc.

## Economia
Les següents empreses del municipi superen els 50 treballadors de plantilla segons el Catàleg Industrial Basc: 
- Emusi (Emua): disseny i fabricació de maquinària, principalment per a la indústria del paper i cartró